# Gabriele Sboarina
Gabriele Ugo Sboarina (ur. 24 marca 1935 w Weronie) – włoski polityk i samorządowiec, członek Izby Deputowanych, burmistrz Werony (1980–1990), poseł do Parlamentu Europejskiego III kadencji.

## Życiorys
Syn przedsiębiorcy. W 1936 przeżył katastrofę budowlaną domu, w której zginęło 9 osób. Ukończył studia z nauk ekonomicznych i handlowych, zawodowo pracował jako nauczyciel. Zajmował stanowiska dyrektora targów międzynarodowych w Weronie oraz konsorcjum uczelnianego w tym mieście.
Zaangażował się w działalność Chrześcijańskiej Demokracji. Przez trzy lata był burmistrzem Badia Calavena. Od lat 60. pracował w administracji prowincji Werona, był m.in. asesorem ds. robót publicznych Werony oraz sekretarzem chadeków w prowincji. W 1972 wybrano go członkiem Izby Deputowanych VI kadencji. W latach 1980–1990 zajmował stanowisko burmistrza Werony. W 1989 uzyskał mandat eurodeputowanego III kadencji. Przystąpił do Europejskiej Partii Ludowej, został wiceprzewodniczącym Delegacji ds. stosunków z państwami Maszreku. W latach 90. pojawiały się w prasie oskarżenia wobec niego o udział w aferze Tangentopoli.

## Życie prywatne
Żonaty, ma sześcioro dzieci. Jego kuzynem jest Federico Sboarina, od 2017 burmistrz Werony.